# Chelsea Charms
Chelsea Charms, född den 7 mars 1976 i Twin Cities, Minnesota, är en amerikansk porrskådespelare.